# District de Solapur

Le district de Solapur est un district de la Division de Pune du Maharashtra.

## Description
Son chef-lieu est la ville de Solapur. Au recensement de 2011, sa population était de 3 876 001 habitants.